# خوسيه فرنسيسكو بورغز
خوسيه فرنسيسكو بورغز (بالبرتغالية: J. Borges‏) هو فنان قصص مصورة ورسام وشاعر برازيلي، ولد في 1935 في بزروس ‏ في البرازيل.